# 박영호 (축구인)
박영호(田隆法, 1974년 5월 29일~)는 대한민국의 축구인으로, 현역시절 포지션은 수비수와 공격수였다.

## 개인사
재일 한국인 3세이며, 아들인 박세기 또한 축구 선수이다.